# Stefan Ossowiecki
Stefan Ossowiecki (ur. 26 sierpnia 1877 w Moskwie, zm. 5 sierpnia 1944 w Warszawie) – polski inżynier zajmujący się zjawiskami paranormalnymi, uważany za jasnowidza. 

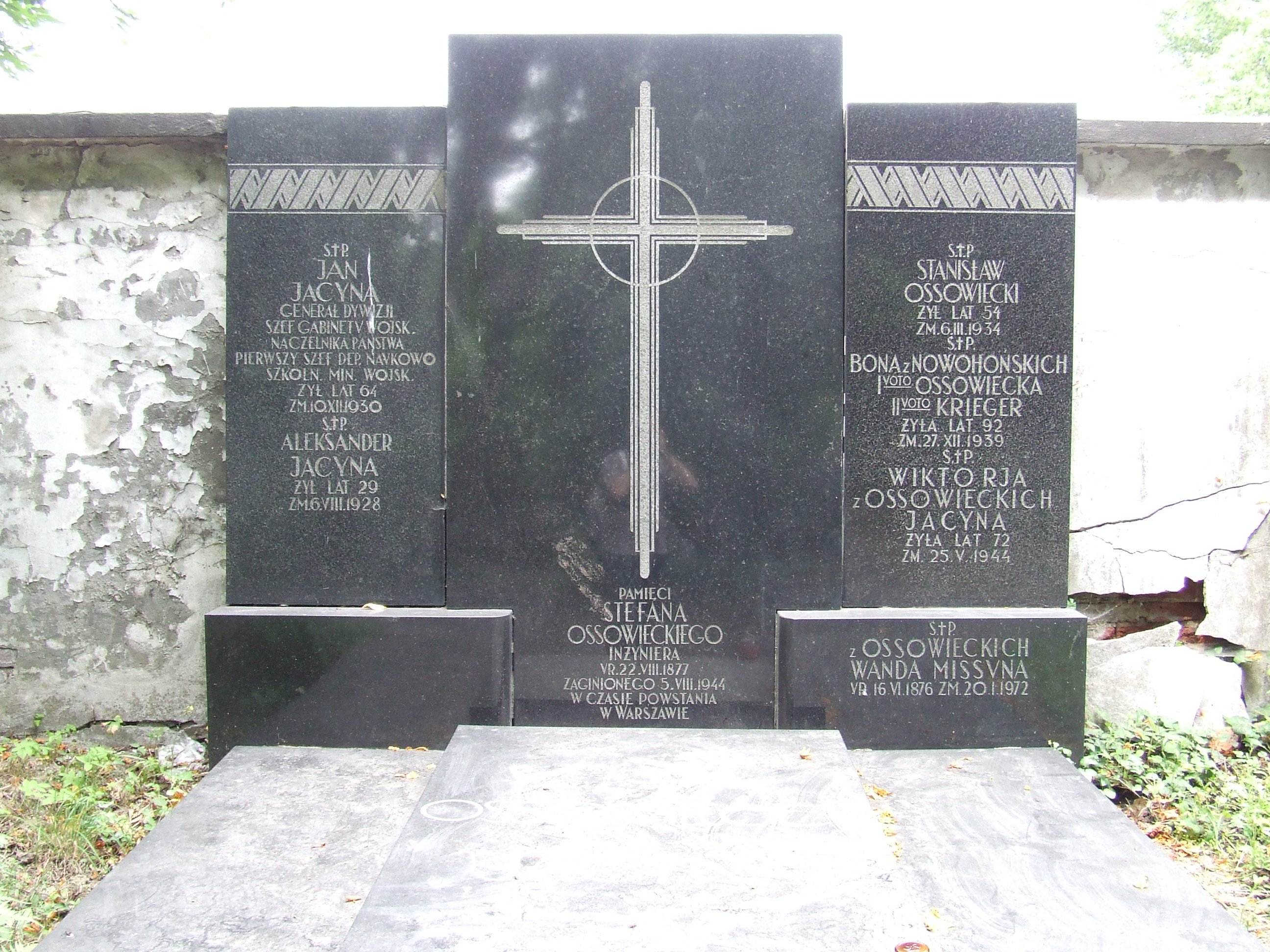
Symboliczny grób Stefana Ossowieckiego na cmentarzu Powązkowskim

## Życiorys
Urodził się 26 sierpnia 1877 w Moskwie. Jego ojcem był polski szlachcic Jan Ossowiecki z okolic Mohylewa, inżynier i wynalazca, asystent Mendelejewa, właściciel dużych zakładów chemicznych. Matka inżyniera, Bona z Newlin-Nowohońskich, pochodziła z Kowieńszczyzny. Stefan miał pięcioro rodzeństwa, dwie siostry (Wiktorię i Wandę) i trzech braci (Stanisława, Henryka i Eugeniusza). Ukończył korpus kadetów w Moskwie, studia inżynierskie w Petersburskim Instytucie Technologicznym. Odbył praktykę chemiczną we Frankfurcie nad Menem. Był współwłaścicielem fabryki farb i produktów chemicznych w Rosji. Po rewolucji był wiceprezesem Związku Wojskowych Polaków w Moskwie. W 1917 został uwięziony przez bolszewików i skazany na śmierć. Po sześciu miesiącach egzekucja została wstrzymana, dzięki wstawiennictwu wysokiego rangą urzędnika, kolegi z młodości. Ossowiecki został pozbawiony majątku i przeniósł się do Warszawy, gdzie pracował jako inżynier. W latach 1919–1925 kierował oddziałem sprzedaży Zakładów Żyrardowskich, następnie w latach 1925–1927 był dyrektorem administracyjnym Widzewskiej Manufaktury, w latach 1928–1933 prezesem zarządu Warszawskiego Towarzystwa Budowlanego. Od 1933 członek zarządu towarzystwa budowlanego Oppman i Kozłowski oraz właściciel biura technicznego, przedstawiciel generalny poznańskiej fabryki ceramiki. W 1920 był głównym pełnomocnikiem PCK. Współzałożyciel i wiceprezes rady nadzorczej Banku dla Handlu Zagranicznego.
Był dwukrotnie żonaty, nie miał jednak dzieci. Napisał książkę Świat mego ducha i wizje przyszłości (1933).
Zginął w powstaniu warszawskim – najprawdopodobniej zamordowany przez gestapo 5 sierpnia 1944, podczas jednej z masowych egzekucji przeprowadzanych w ruinach gmachu Generalnego Inspektoratu Sił Zbrojnych (Aleje Ujazdowskie 3/5). Na cmentarzu Powązkowskim (kwatera PPRK-1-79/80) jest jego symboliczny grób, gdyż zwłok nie odnaleziono.
W 2015 roku Bogusław Wołoszański nakręcił 4-odcinkowy cykl „Sensacje XX wieku – Enigma”. Postać Stefana Ossowieckiego zagrał w nim aktor Waldemar Obłoza.

## Zdolności paranormalne
Według relacji samego Ossowieckiego oraz osób z jego otoczenia, miał on następujące umiejętności paranormalne:
- telepatię,
- telekinezę,
- bilokację,
- eksterioryzację,
- postrzeganie aury.

Zdolności Ossowieckiego miały rozwijać się stopniowo: w wieku 14 lat zauważał u siebie telepatyczne odbieranie myśli, na studiach ujawniły się zdolności jasnowidzenia i telekinezy, zaś w wieku 35 lat pozostało jedynie jasnowidzenie i bilokacja. Za osobę, która zauważyła rzekome zdolności Ossowieckiego i nauczyła go technik ich rozwoju uważa się Worobieja, żydowskiego kabalistę.
Seanse z Ossowieckim cieszyły się wielką popularnością. Bywały na nich znane osobistości takie jak: Ignacy Paderewski czy Józef Piłsudski. Jego doświadczeniami interesowali się również Karol Szymanowski, Kazimierz Sosnkowski, Juliusz Osterwa.
Seanse psychometryczne z Ossowieckim wykorzystał Jeremi Wasiutyński, przygotowując swoją monografię o Koperniku, co spotkało się z dużą krytyką, jako metoda nienaukowa. Stefan Ossowiecki, opierając się na tej metodzie, wygłaszał w Instytucie Archeologii Uniwersytetu Warszawskiego tezy na temat prehistorycznych form życia.
Jedną z osób badających zdolności Stefana Ossowieckiego był prof. Charles Richet – laureat Nagrody Nobla.
Stefan Ossowiecki miał wskazać miejsce katastrofy polskiego samolotu w górach w Bułgarii z 23 listopada 1937, w której zginął ppor. pil. rez. Tadeusz Dmoszyński.
Ossowiecki częściowo przepowiedział okoliczności swojej śmierci. Poinformował przyjaciół, że gdy umrze, nie odnajdą jego ciała.
Był prezesem honorowym Towarzystwa Psychoanalitycznego w Warszawie, członkiem honorowym Międzynarodowego Towarzystwa Psychoanalitycznego w Paryżu.

### Publikacje
- Świat mego ducha i wizje przyszłości (1933)
- Kryzys psychiki i przyszłość ludzkości (1938)